# 瑞西勒绍德里耶
瑞西勒绍德里耶（法語：Jussy-le-Chaudrier，法語發音：[ʒysi lə ʃodʁije]）是法国谢尔省的一个市镇，位于该省东部，属于布尔日区。

## 地理
瑞西勒绍德里耶（47°7'39"N, 2°56'3"E）面积25.73 平方千米，位于法国中央-卢瓦尔河谷大区谢尔省，该省份为法国中部省份，北起卢瓦雷省，西接卢瓦-谢尔省和安德尔省，南至克勒兹省，东南接阿列省，东临涅夫勒省。
与瑞西勒绍德里耶接壤的市镇（或旧市镇、城区）包括：阿尔让维耶尔、贝夫、沙朗托奈、加里尼、普雷西、小圣莱热、圣马丹德尚、桑塞格。

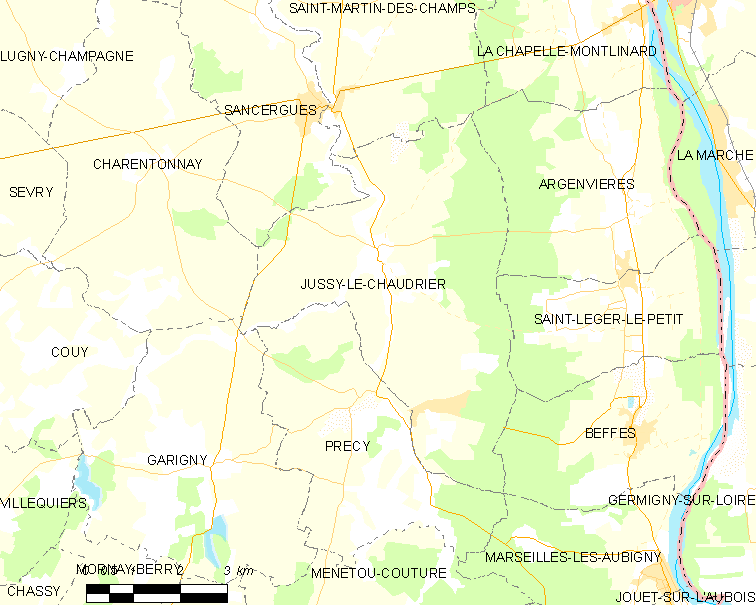
瑞西勒绍德里耶的OSM定位图

瑞西勒绍德里耶的时区为UTC+01:00、UTC+02:00（夏令时）。

## 行政
瑞西勒绍德里耶的邮政编码为18140，INSEE市镇编码为18120。

## 政治
瑞西勒绍德里耶所属的省级选区为阿沃尔县。

## 人口

1962-2008年间瑞西勒绍德里耶人口变化图示

瑞西勒绍德里耶于2022年1月1日时的人口数量为578人。